# Héricourt (Alt Saona)
Héricourt és un municipi francès situat al departament de l'Alt Saona i a la regió de Borgonya - Franc Comtat. L'any 2007 tenia 10.457 habitants.

## Demografia

### Població
El 2007 la població de fet de Héricourt era de 10.457 persones. Hi havia 4.360 famílies, de les quals 1.437 eren unipersonals (681 homes vivint sols i 756 dones vivint soles), 1.263 parelles sense fills, 1.272 parelles amb fills i 388 famílies monoparentals amb fills.
La població ha evolucionat segons el següent gràfic:
Habitants censats

### Habitatges
El 2007 hi havia 4.731 habitatges, 4.443 eren l'habitatge principal de la família, 32 eren segones residències i 256 estaven desocupats. 2.609 eren cases i 2.099 eren apartaments. Dels 4.443 habitatges principals, 2.403 estaven ocupats pels seus propietaris, 1.925 estaven llogats i ocupats pels llogaters i 115 estaven cedits a títol gratuït; 170 tenien una cambra, 469 en tenien dues, 924 en tenien tres, 1.224 en tenien quatre i 1.656 en tenien cinc o més. 3.076 habitatges disposaven pel capbaix d'una plaça de pàrquing. A 2.129 habitatges hi havia un automòbil i a 1.564 n'hi havia dos o més.

### Piràmide de població
La piràmide de població per edats i sexe el 2009 era:
| Homes | Edats   | Dones |
| ----- | ------- | ----- |
| 0     | 95 o +  | 12    |
| 4     | 90 a 94 | 52    |
| 40    | 85 a 89 | 56    |
| 36    | 80 a 84 | 64    |
| 128   | 75 a 79 | 188   |
| 160   | 70 a 74 | 220   |
| 196   | 65 a 69 | 252   |
| 244   | 60 a 64 | 244   |
| 272   | 55 a 59 | 240   |
| 352   | 50 a 54 | 360   |
| 408   | 45 a 49 | 364   |
| 368   | 40 a 44 | 404   |
| 372   | 35 a 39 | 356   |
| 360   | 30 a 34 | 376   |
| 376   | 25 a 29 | 304   |
| 381   | 20 a 24 | 316   |
| 400   | 15 a 19 | 377   |
| 371   | 10 a 14 | 309   |
| 280   | 5 a 9   | 325   |
| 264   | 0 a 4   | 292   |

## Economia
El 2007 la població en edat de treballar era de 6.684 persones, 4.776 eren actives i 1.908 eren inactives. De les 4.776 persones actives 4.175 estaven ocupades (2.302 homes i 1.873 dones) i 601 estaven aturades (269 homes i 332 dones). De les 1.908 persones inactives 681 estaven jubilades, 567 estaven estudiant i 660 estaven classificades com a «altres inactius».

### Ingressos
El 2009 a Héricourt hi havia 4.357 unitats fiscals que integraven 10.251 persones, la mediana anual d'ingressos fiscals per persona era de 16.684 €.

### Activitats econòmiques
Dels 389 establiments que hi havia el 2007, 3 eren d'empreses extractives, 9 d'empreses alimentàries, 2 d'empreses de fabricació de material elèctric, 2 d'empreses de fabricació d'elements pel transport, 21 d'empreses de fabricació d'altres productes industrials, 59 d'empreses de construcció, 93 d'empreses de comerç i reparació d'automòbils, 11 d'empreses de transport, 23 d'empreses d'hostatgeria i restauració, 2 d'empreses d'informació i comunicació, 24 d'empreses financeres, 20 d'empreses immobiliàries, 39 d'empreses de serveis, 50 d'entitats de l'administració pública i 31 d'empreses classificades com a «altres activitats de serveis».
Dels 125 establiments de servei als particulars que hi havia el 2009, 1 era una comissaria de policia, 1 oficina d'administració d'Hisenda pública, 1 oficina del servei públic d'ocupació, 1 gendarmeria, 1 oficina de correu, 8 oficines bancàries, 3 funeràries, 11 tallers de reparació d'automòbils i de material agrícola, 2 tallers d'inspecció tècnica de vehicles, 2 autoescoles, 10 paletes, 8 guixaires pintors, 9 fusteries, 14 lampisteries, 4 electricistes, 2 empreses de construcció, 16 perruqueries, 1 veterinari, 1 agència de treball temporal, 17 restaurants, 5 agències immobiliàries, 3 tintoreries i 4 salons de bellesa.
Dels 42 establiments comercials que hi havia el 2009, 2 eren hipermercats, 2 supermercats, 2 grans superfícies de material de bricolatge, 1 una botiga de més de 120 m², 7 fleques, 2 carnisseries, 1 una peixateria, 6 botigues de roba, 1 una botiga de roba, 4 sabateries, 2 botigues d'electrodomèstics, 2 botigues de mobles, 1 una botiga de mobles, 3 joieries i 6 floristeries.
L'any 2000 a Héricourt hi havia 13 explotacions agrícoles que ocupaven un total de 528 hectàrees.

## Equipaments sanitaris i escolars
El 2009 hi havia 2 hospitals de tractaments de mitja durada (seguiment i rehabilitació), 1 psiquiàtric, 1 centre de salut, 4 farmàcies i 3 ambulàncies.
El 2009 hi havia 3 escoles maternals, 5 escoles elementals i 1 escola elemental integrada dins d'un grup escolar amb les comunes properes formant una escola dispersa. A Héricourt hi havia 2 col·legis d'educació secundària i 1 liceu d'ensenyament general. Als col·legis d'educació secundària hi havia 985 alumnes i als liceus d'ensenyament general 589.

## Poblacions més properes
El següent diagrama mostra les poblacions més properes.